# Alexandre de Colnet-d'Huart
Alexandre de Colnet-d'Huart, né le 6 juin 1821 à Bertrange (Luxembourg) et mort le 12 juin 1905 dans la même ville, est un homme politique luxembourgeois.

## Biographie

### Origines
Alexandre est adopté par Auguste-Elisabeth-Sophie d'Huart, la propriétaire du château de Colnet-d'Huart situé dans la commune de Bertrange. Les privilèges qui ont été accordés à l'enfant adoptif ont valu à Alexandre de Colnet le deuxième nom de « d'Huart ».

### Études et formations
Il fait ses études supérieures à Liège et Paris avec comme spécialités la physique et les mathématiques. Le 10 avril 1843, il est engagé volontaire dans la batterie d'artillerie du contingent fédéral luxembourgeois.

### Carrière politique
Du 14 décembre 1866 au 30 septembre 1869, Alexandre de Colnet-d'Huart est Directeur général des Finances — soit l'équivalent de ministre de nos jours — dans les gouvernements dirigés par Victor de Tornaco et Emmanuel Servais. En tant que membre du gouvernement, le 17 octobre 1868, il est l'un des signataires de la Constitution du 17 octobre 1868, toujours en vigueur à l’heure actuelle.
Après son retrait du poste de Directeur général des Finances, il est bourgmestre de la commune de Bertrange de 1885 à 1896.
Alexandre de Colnet-d'Huart est nommé conseiller d’État le 27 novembre 1889, fonction venue à terme le 12 juin 1905 lors de son décès.

## Décorations
- Commandeur de l'ordre de la Couronne de chêne[4]
- Officier de la Légion d'honneur[Quand ?][4]
- Chevalier de l'ordre de l'Aigle noir[4]